# Đú Sáng
Đú Sáng là một xã thuộc huyện Kim Bôi, tỉnh Hòa Bình, Việt Nam.
Xã Đú Sáng có diện tích 51,2 km², dân số năm 1999 là 4735 người, mật độ dân số đạt 92 người/km².